# جوي إبراهام
جوي إبراهام (بالإنجليزية: Joy Abraham) هو سياسي هندي، ولد في 1951. حزبياً، نشط في Kerala Congress (M) ‏. وقد انتخب عضو المجلس التشريعي ولاية كيرالا.